# Plagiogonus chan
Plagiogonus chan är en skalbaggsart som beskrevs av S. Endrödi 1967. Plagiogonus chan ingår i släktet Plagiogonus och familjen Aphodiidae. Inga underarter finns listade i Catalogue of Life.